# Schiehaven
De Schiehaven is een vooroorlogse haven in het Lloydkwartier in Rotterdam-Delfshaven. De Schiehaven is gegraven tussen 1904 en 1909 en ontworpen voor de overslag van stukgoed.
Aan de oostkant van de Schiehaven was de Schiecentrale gevestigd. De aanvoer van steenkolen voor de Schiehavencentrale gebeurde per schip. De elektriciteitscentrale heeft tot 1990 gewerkt. Tegenwoordig is het een centrum voor audio-visuele producties.
Aan de zuidkant van de Schiehaven waren een filiaal van Kühne en Nagel en de Rotterdamse Lloyd gevestigd. Bij Kühne en Nagel kwamen in mei 1945 de eerste Engelse schepen met voedsel voor de hongerende bevolking binnen. De Rotterdamse Lloyd speelde een belangrijke rol in het passagiersvervoer tussen Nederland en Nederlands-Indië.
De stukgoedoverslag is sinds de jaren tachtig verdwenen uit de Schiehaven. In 2007 wordt in dit gebied druk gebouwd aan de nieuwe Rotterdamse wijk het Lloydkwartier. Aan de Schiehaven was van 2001 tot 2018 Scheepswerf De Delft gevestigd, waar een replica van het 18e-eeuwse linieschip De Delft werd gebouwd.
Tevens bevinden er zich een aantal winkels, o.a. Albert Heijn, Etos etc.
De naam Schiehaven werd ooit bedacht door Gerard Marius Kam, de man die zich in 1884 hevig verzette tegen de "vereeniging" van Rotterdam met Delfshaven en de plannen van G.J. de Jongh met de Coolpolder, waarover later meer. Zie voorlopig Museum Kam.